# Shavarsh Krissian
Shavarsh Krissian (22 juillet 1886 - 15 août 1915) est un athlète, auteur, publiciste, journaliste, enseignant et rédacteur en chef de Marmnamarz, le premier magazine de sport de l'Empire ottoman,,,,,. Il est considéré comme l'un des fondateurs des jeux olympiques arméniens et de l'organisation sportive Homenetmen,,,. Il est victime du génocide arménien,,,.

## Biographie

### Jeunesse et formation
Shavarsh Krissian est d'origine arménienne. Il est né à dans la municipalité de Beşiktaş, en Constantinople, le 22 juillet 1886,. Il est allé à l'École arménienne Makruhyan et il a continué ses études à l'École Reteos Berberian, à Üsküdar. Par la suite, il a étudié au Robert College,.
En 1905, Shavarsh Krissian continue ses études à Londres et à Paris, au Lycée Janson-de-Sailly,.
Le 19 juillet 1909, il retourne à Constantinople où il devient enseignant d'éducation physique dans les écoles arméniennes locales,.

### Marmnamarz
En février 1911, Shavarsh Krissian publie le journal Marmnamarz, qui devient le premier magazine sportif de l'Empire ottoman,,,. Marmnamarz est un journal mensuel qui fournit des informations sur les évènements sportifs, ainsi que diverses nouvelles et résultats de compétitions. Ce magazine publie aussi des photos d'athlètes arméniens partout à travers le monde.
Dans ce magazine, Shavarsh Krissian fonde l'idée de jeux olympiques arméniens.
Marmnamarz contribue de manière importante au développement des sports et de l'activité physique au sein de la communauté arménienne de l'Empire ottoman.
Le journal suspend ses activités en 1914 à cause de la Première Guerre mondiale. Il cesse définitivement toute publication dès le début du génocide arménien.

### Homenetmen
Même si le Homenetmen est officiellement fondé en 1918, soit trois ans après la mort de Shavarsh Krissian, il est quand même considéré comme l'un des membres fondateurs de l'organisme,,,. En effet, l'idée et les principes de Homenetmen ont été développés par lui,.
Il joue aussi un rôle de premier plan dans la mise en place des jeux olympiques arméniens, qui connaissent leur première édition le 1er mai 1911,,,. Avant la Première Guerre mondiale, il y avait une quarantaine de clubs d'athlétisme arméniens à Constantinople. Les règles des jeux olympiques arméniens ont été éventuellement incorporées dans celles du Homenetmen,,.

### Génocide arménien
Le 24 avril 1915, Shavarsh Krissian est l'un des intellectuels arméniens raflé à Constantinople, événement qui marque le début du génocide arménien,. Il est déporté à la prison d'Ayaş dans la province d'Ankara. Pendant son emprisonnement, il organise des exercices de gymnastique. Cependant, quand les prisonniers d'Ayaş apprennent la pendaison des 20 martyrs du 15 juin 1915, l'atmosphère de la prison change brusquement. Les gardiens de la prison regardent à partir de là les exercices d'un autre œil.
Shavarsh Krissian est éventuellement assassiné dans la banlieue d'Ankara quelques mois plus tard, soit le 15 août 1915.